# Vittorio Beonio Brocchieri
Vittorio Beonio Brocchieri (Lodi, 4 maggio 1902 – Milano, 14 aprile 1979) è stato un politologo, giornalista e scrittore italiano, fu anche un noto aviatore, militando nelle file della Regia Aeronautica durante la guerra d'Etiopia e nelle fasi iniziali della seconda guerra mondiale. Come giornalista fu riconosciuto tra le cento firme più prestigiose del Corriere della Sera in occasione del centenario della fondazione del quotidiano nel 1976.

## Biografia
Nacque a Lodi il 4 maggio 1902, figlio di Augusto e Carmela Boggiali. Frequentò il Regio Liceo Ginnasio Pietro Verri della sua città, iscrivendosi successivamente all'Università degli Studi di Torino dove si laureò in Giurisprudenza nel 1923. Conseguì poi altre due lauree, una in Filosofia all'Università degli Studi di Milano ed una in Scienze politiche all'Università degli Studi di Pavia.
Allievo di Gaetano Mosca a Torino, il 12 luglio 1926, all'età di ventiquattro anni, divenne professore incaricato di Storia delle dottrine politiche presso la neonata Facoltà di Scienze politiche dell'Università di Pavia, fino a divenirne poi professore ordinario nel 1939 ed emerito nel 1972. Tra i fondatori della storia del pensiero politico in Italia, rivolse la sua attenzione allo studio di pensatori anglosassoni come Hobbes, Locke, Milton, Burke e tedeschi come Nietzsche e Spengler. Di quest'ultimo in particolare aveva analizzato il pensiero in un celebre volume che ebbe una certa influenza su Mussolini, visto che l'opera dell'autore de Il tramonto dell'Occidente non era stata ancora tradotta in italiano. La sua attività di storico, non priva di originalità e di concessioni alla sociologia e alla letteratura, assieme al carattere immaginifico del linguaggio, culminò nei quattro volumi del Trattato di Storia delle dottrine politiche, dall'antichità al medioevo.
Nel 1925 inizio l'attività di giornalista, scrivendo dapprima su Il Secolo, per poi passare nel 1929 alla Gazzetta del Popolo di Torino, e quindi al Corriere della Sera di Milano, dove a partire dal 1930, e per i successivi trent'anni fu una delle più prestigiose firme delle terza pagina.
Esperto aviatore, negli anni trenta del XX secolo affiancò all'insegnamento una lunga serie di reportages per il Corriere della Sera, compiuti attorno al mondo grazie al fedele biplano Caproni Ca.100. La collaborazione col quotidiano di Via Solferino iniziò nel 1930 quando partì per la Norvegia, offrendosi di raccontare ai lettori del quotidiano milanese il tentativo di salvataggio di Roald Amundsen, l'aviatore disperso nel tentativo di soccorrere Umberto Nobile e l'equipaggio del dirigibile Italia naufragato tra i ghiacci polari. Il 28 agosto 1930 avvistò dei resti umani sulla banchisa polare, ma non erano quelli di Amudsen, bensì quelli dell'esploratore svedese Salomon August Andrée e dei suoi compagni di viaggio, precipitati a bordo di un aerostato nel 1896. Durante questa esplorazione compì una scalata nella zona di Capo Petersen, in Groenlandia che da allora fu a lui intitolata: Brocchieridalen. Nell'aprile 1931 compì un raid Milano-Baghdad e ritorno, replicato tra l'ottobre-novembre con un volo fino in Sudan e ritorno. Tra il 24 luglio ed il 10 settembre 1934 compì, sempre a bordo di un Caproni Ca 100 militare, un volo Roma-Irkutsk-Roma. Durante questo volo le autorità sovietiche gli permisero di visitare le miniere d'oro di Kolyma, nelle quali erano utilizzati praticamente come schiavi quarantamila prigionieri politici, esiliati e kulaki deportati. I viaggi successivi lo portarono dai ghiacci del Polo alle Hawaii, dalla Terra del Fuoco all'Etiopia fino al Giappone. I numerosi articoli tratti furono raccolti in diversi volumi di largo successo fino a tutti gli anni quaranta.
Nel 1935 partì per la guerra d'Etiopia con il grado di capitano della Regia Aeronautica. A bordo di un monoplano Breda Ba.39 compì numerose missioni di collegamento e ricognizione, ed a detta di Indro Montanelli, allora tenente delle truppe coloniali, e di Luigi Barzini Jr. anche missioni di intelligence. Durante la marcia su Sardò, per minacciare sul fianco destro le armate etiopiche, impiegando truppe provenienti dal sud dell'Eritrea, conobbe Francesco de Martini che lasciò di lui un incredibile ritratto in un libro di memorie. In una successiva missione di collegamento effettuò un atterraggio di fortuna presso Gondar, il 2 aprile 1936, danneggiando un'ala ed il timone. Nelle vicinanze vi erano delle truppe italiane, al comando di Paolo Caccia Dominioni, ed un sergente dei bersaglieri riparò con mezzi di fortuna (chiodi e fil di ferro) il velivolo consentendogli di ripartire. Dopo la fine della guerra tornò in Italia riprendendo ad insegnare presso l'Università di Pavia, e nel 1938 firmò il Manifesto della razza aderendo "de facto" alle leggi razziali contro gli italiani di religione ebraica. Richiamato in servizio per l'occupazione dell'Albania partecipò, su un Breda Ba.39, ad alcune missioni di intelligence. Durante una di queste precipitò in Adriatico, davanti alle coste albanesi venendo tratto in salvo da un peschereccio. All'entrata del Regno d'Italia nella seconda guerra mondiale, il 10 giugno 1940, fu richiamato in servizio nella Regia Aeronautica con il grado di capitano. Gli fu affidato un monomotore da collegamento Saiman 202, e nel corso del primo anno di guerra partecipò ad alcuni bombardamenti, tra cui un raid sulle raffinerie del Bahrain, guidato da Ettore Muti. Nel 1941 pubblicò con l'Hoepli il libro di ricordi Pigliatemi come sono. Autodenigrazione di un filosofo volante, e poco tempo dopo fu messo fuori ruolo, ritornando all'insegnamento fino al termine del conflitto.
La Facoltà di Scienze politiche dell'Università degli Studi di Pavia fu chiusa per disposizione delle autorità alleate nel 1945, e riaprì il 4 ottobre 1948.
Nel dopoguerra affiancò all'insegnamento l'attività di romanziere e pittore, e suoi dipinti furono esposti alla Biennale di Venezia del 1958. Fu cultore di esoterismo. Tra i suoi allievi ebbe Giorgio Manganelli, lo storico Arturo Colombo e il giornalista sportivo Gianni Brera. Morì nel 1979 a 77 anni.

## Opere principali

### Saggi
- Federico Pollock e l'Inghilterra, Torino, Bocca, 1923.
- J. LOCKE, Saggio sul governo civile, introduzione e traduzione a cura di V. Beonio Brocchieri, Torino, Bocca, 1925.
- Federico Nietzsche, Modena, Formiggini, 1926.
- Studi sulla filosofia politica di Thomas Hobbes, Torino, Bocca, 1927.
- Spengler: la dottrina politica del pangermanesimo postbellico, Milano, Athena, 1928.
- Saggi critici di storia delle dottrine politiche, Bologna, Cappelli, 1931.
- E. BURKE, Riflessioni sulla Rivoluzione Francese, a cura di V. Beonio Brocchieri, Bologna, Cappelli, 1931.
- O. SPENGLER, Anni decisivi, traduzione e cura di V. Beonio Brocchieri, Milano, Bompiani, 1934.
- Trattato di storia delle dottrine politiche. 4 voll., Milano, Hoepli, 1934-1951.
- Europa e oltre, Torino, Rosenberg&Sellier, 1967.
- Cinque testimoni di Satana, Milano, Boni, 1977.
- Saggio sui valori della vita, Bologna, FirenzeLibri Editore, 1978,

### Reportages e romanzi
- Viaggio attorno al mondo, Milano, Mondadori, 1933.
- Da solo, traverso i cieli, Milano, Mondadori, 1934.
- Al vento delle steppe. Il mio volo attraverso la Russia sovietica, Milano, Hoepli, 1935.
- Cieli d'Etiopia. Avventure di un pilota di guerra, Milano, Mondadori, 1936.
- Vita selvaggia, Milano, Mondadori, 1938.
- In volo traverso i secoli. Milano, Mondadori, 1941.
- Pigliatemi come sono. Autodenigrazione di un filosofo volante, Milano, Hoepli, 1941.
- Uomo, donna e diavolo, Milano, Garzanti, 1946.
- Il Marcopolo, Milano, Martello, 1952
- Il fuoco del sabato. tre atti, Milano, Ceschina, 1956.
- Nuna, Milano, Longanesi, 1963.
- Camminare sul fuoco, Milano, Longanesi, 1964.
- Mio zio pietrificò Mazzini, Milano, Longanesi, 1965.

### Raccolte di racconti
- Saggezza di Trasimaco, Milano, 1943

### Annotazioni
1. ↑  Con Gaetano Mosca discusse una tesi di laurea su Hobbes.
2. ↑  Anch'egli appartenente al Servizio informazioni militare (SIM) al comando della banda irregolare "Beilul".

### Fonti
1. 1 2 3 4 5 6 7 8 9 10  Ferrara 2013, p. 24.
2. 1 2 3 4 5 6  Marcucci 2005, p. 85.
3. ↑  Comparato, Lupi, Montanari 2011, p. 119.
4. ↑  Romano 2012, p. 117.
5. ↑  Ferrara 2013, p. 27.
6. 1 2 3 4 5 6  Marcucci 2005, p. 86.
7. 1 2 3 4 5 6  Ferrara 2013, p. 25.
8. 1 2 3  Ferrara 2013, p. 28.
9. 1 2  Ferrara 2013, p. 30.
10. 1 2 3 4 5 6 7  Ferrara 2013, p. 31.
11. ↑  Corriere della Sera, 16 marzo 2000.
12. 1 2  Ferrara 2013, p. 32.
13. ↑  Comparato, Lupi, Montanari 2011, p. 117.
14. ↑  È morto il giornalista Vittorio Beonio Brocchieri Archiviolastampa.it.
15. ↑  Supplemento ordinario alla Gazzetta Ufficiale del Regno d'Italia n.115 del 15 maggio 1942, pag.48.
16. ↑  Gazzetta Ufficiale del Regno d'Italia n.86 del 14 aprile 1937, pag.1367.
17. ↑  http://decoratialvalormilitare.istitutonastroazzurro.org/#